# Nintendo Comics System
La Nintendo Comics System fue una serie editorial que aprovechó Valiant Comics en 1990 y 1991 con historias en formato cómic sobre personajes y videojuegos de la empresa Nintendo.
Eran historias protagonizadas por personajes populares de los videojuegos de Nintendo, como Super Mario brothers o The Legend of Zelda. El único personaje que no pertenecía a ningún juego era el Captian N, que representaba a los jugadores bajo el apodo "game master".
Valiant Comics se basó en series que Valiant, el creador de Capitán Nintendo, dibujaba para darle el toque de serie oficial. Se basaron en series como la caricatura de Captain N, Super Mario Bros. y The Legend of Zelda de DIC.

## Lista de las series del Nintendo Comics System
- Super Mario Bros.
- Captain N: The Game Master
- The legend of Zelda
- Metroid
- Punch Out!
- Game Boy (historias abarcadas a la consola portátil)

## Lista de historias
Nota: Las historias cortas son de una o dos páginas. Largas historias son de cuatro páginas o mucho más.
| Historias cortas - Welcome to VideoLand - Every Dog Has His Day - Villains' Do's And Don'ts - The Item - The Fabulous Powers of Captain N - Video-Town - Secrets of the Warp Zones - VideoLand Guidebook: Prisonworld Largas historias - All's Well That Ends Swell - The Fruit and Vegetable War - Money Changes Everything - The Happy Zone - Just a Dog - The Master Machine - Nervous Meltdown - A Dog's Life - The Real Game Master - Breakout - A King of Shreds and Patches - When Friends Fall Out Cortas historias - International Enquisitor (A) - International Enquisitor (B) - International Enquisitor (C) Largas historias - In the Palm of Your Hand... - It's A Small World After All - Team Play Dis temas de 5 volúmenes, publicados en 1990 y 1991. Algunas historias son imprimidas en ambos volúmenes. Cortas historias - [Prologue] - Map of Hyrule - Map of North Castle - Zelda's Consumer Tips - Secrets of the Triforce - The Perfect Date - Impa's Info - The Adventurer Link - The Complete Hero - The Legendary Zelda Largas historias - Missing in Action (No.1, 1991) - He Also Serves (No.2, 1990 and No.1, 1991) - Trust Me (No.2, 1991) - To the First Power (No.4, 1990 and No.2, 1991) - The Power / The Price (No.3, 1991) - Thief in the Night (No.2, 1990 and No.4, 1991) - Queen of Hearts (No.4, 1991) - It's Good to be King (No.4, 1990) - The Day of the Triforce (No.5, 1990 and No.5, 1991) - Coming Home (No.5, 1990 and No.5, 1991) - Assault / Choices ("Special Issue" No.7, 1991) | Cortas historias - The Coming of a Hero - Metroid - Return of Samus (only the third of six.) Largas historias - Deciet Du Jour Cortas historias - The First Fight Largas historias - Outsiders - Fox and Hounds Cortas historias - The Legend - Koopa's Health & Beauty Tips - Dear Princess Toadstool (A) - Public Service Announcement - The Mario Bros. Guide To Grooming Your Moustache - Dear Princess Toadstool (B) - Koopa's Believe It Or Else! - Dear Princess Toadstool (C) - Mario Bros. Museum Of Plumbing (A) - Koopa's High School Yearbook - Fryguy High Yearbook - Activity Page! - Mario Bros. Museum Of Plumbing (B) - Family Album: The Early Years - Advertisement: Koopa Kola - In The Swim! Fun And Sun Fashions - Advertisement: Klub Koopa - Advertisement: Koopatone - Family Album: Summer Camp - Throne Out - Weight Up - Kitchen Kraziness - Toad's House Largas historias - The Fish That Should've Gotten Away - Mutiny on the Fungi - A Mouser in the Houser - Just Deserts - The Adventures of Dirk Drain-Head - You Again? - Piranha Round-Sue - Cloud Nine - Magic Carpet Madness - The Kingdom Enquirer - Bedtime For Drain-Head - Love Flounders - Betrayal Most Proper - Beauty and the Beach - Fins and Roses - Duh Stoopid Bomb! - Cloud Burst - The Buddy System - It's Always Fair Weather - Elect Mario For Man of the Year - The Revenge of Pipe Ooze! - Minor Defects - The Doctor Is In... Over His Head - Bowser Knows Best! - Tanooki Suits Me |